# Marcelo Vega
Francisco Marcelo Vega Cepeda (Inca de Oro, Chile, 12 de agosto de 1971) es un exfutbolista y comentarista deportivo chileno, que jugó como mediocampista y es reconocido por autodenominarse como uno de los mejores volantes de creación del fútbol chileno. 
Actualmente es panelista en el programa Todos somos técnicos de TNT Sports, junto a Verónica Bianchi, Gonzalo Fouillioux, Juvenal Olmos, entre otros, en el cual destaca por evaluar a jugadores del fútbol chileno y por su gran sentido del humor.

## Trayectoria
Comenzó su carrera futbolística defendiendo a Regional Atacama. Luego fue traspasado a Unión Española, en 1991, club con el que debutó en Primera División y bajo la dirección técnica de Nelson Acosta tuvo sus mejores actuaciones, llegando a ser campeones dos años consecutivos de la Copa Chile, en 1992 y 1993. 
Tras su gran campaña personal en Unión Española, en 1992 fue traspasado al Logroñés español, rescindiendo su contrato tiempo después. Tras la Copa Chile 1993, y luego de una disputa entre Universidad Católica y Colo-Colo, es el conjunto albo quien se hace con sus servicios. En Colo-Colo forma parte del equipo campeón de Primera División de 1993 y Copa Chile de 1994, logrando el récord de ganar 3 Copa Chile consecutivas.
Tras perder regularidad luego de la llegada de Gustavo Benítez al banco albo en 1995, y luego de una conflictiva salida, regresa a Regional Atacama en 1996, equipo que terminó descendiendo a la Primera B en dicha temporada. 
En 1997 ficha por Santiago Wanderers, donde tuvo una destacada campaña individual que lo llevó a ser vendido al Metrostars de la MLS, en donde no logró una buena campaña, siendo traspasado al San Jose Earthquakes, en un intercambio junto a Raúl Díaz Arce por Eric Wynalda. Luego, en marzo del mismo año fue despedido, tras no ser considerado en un buen estado físico por el entrenador Brian Quinn.
Tras un regreso a Santiago Wanderers el primer semestre de 2000, es contratado por Racing Club de Argentina para la temporada 2000-01, jugando 6 partidos.Luego de un paso por el Rais Aikaima de Emiratos Árabes, en 2002 regresó a la Unión Española, donde pese a un buen nivel, fue declarado prescindible por el técnico Roberto Hernández.
Luego de un paso por el Cienciano de Perú, su última campaña como profesional la jugó en Universidad de Chile, club del cual dijo ser hincha, retirándose del fútbol profesional al fin de la temporada 2003.
Luego del retiro, fue ayudante técnico de la Sub-18 de Santiago Morning, donde su carrera se vio truncada cuando tras un partido de la categoría, agredió al árbitro Juan Serrano, siendo castigado por 50 fechas.

## Selección nacional
Jugó 30 partidos por la Selección Chilena entre 1991 y 1998, marcando 1 gol. 
Seleccionado chileno juvenil desde 1986, participó en el sudamericano sub-16 en Perú, saliendo en el equipo ideal de la FIFA junto a Marco Antonio Etcheverry y otras figuras de ese sudamericano. Participó en todas las selecciones juveniles desde la sub-16 hasta la sub-23.
Por la selección Adulta, participó del plantel que compitió en la Copa América 1991 de Chile y en la de 1993 en Ecuador. Tuvo una destacada participación durante las clasificatorias a Francia 98, siendo figura en varios partidos de dicha instancia. Además, fue convocado al Mundial de Francia 1998, en donde jugó solamente medio tiempo ante Brasil, de hecho el descuento chileno de Marcelo Salas fue tras un magistral pase de Vega y posterior pivoteo de Iván Zamorano, pero no tuvo mayor actuación, ya que llegó al mundial lesionado. 

### Participaciones en Copas del Mundo
| Mundial              | Sede    | Resultado        | Partidos | Goles |
| -------------------- | ------- | ---------------- | -------- | ----- |
| Copa Mundial de 1998 | Francia | Octavos de final | 1        | 0     |

### Participaciones en Copa América
| Torneo            | Sede    | Resultado    | Partidos | Goles |
| ----------------- | ------- | ------------ | -------- | ----- |
| Copa América 1991 | Chile   | Tercer lugar | 0        | 0     |
| Copa América 1993 | Ecuador | Primera Fase | 2        | 0     |

### Participaciones en eliminatorias a la Copa del Mundo
| Eliminatoria                 | Sede    | Resultado   | Posición | Partidos | Goles |
| ---------------------------- | ------- | ----------- | -------- | -------- | ----- |
| Clasificatorias Francia 1998 | Francia | Clasificado | 4.º      | 10       | 0     |

### Partidos internacionales
| Partidos internacionales | Partidos internacionales | Partidos internacionales                                       | Partidos internacionales | Partidos internacionales | Partidos internacionales | Partidos internacionales | Partidos internacionales | Partidos internacionales     | Partidos internacionales |
| N.º                      | Fecha                    | Estadio                                                        | Local                    | Resultado                | Visitante                | Goles                    | DT                       | Competición                  |                          |
| ------------------------ | ------------------------ | -------------------------------------------------------------- | ------------------------ | ------------------------ | ------------------------ | ------------------------ | ------------------------ | ---------------------------- | ------------------------ |
| 1                        | 9 de abril de 1991       | Estadio Luis "Pirata" Fuente, Veracruz, México                 | México                   | 1-0                      | Chile                    |                          | Arturo Salah             | Amistoso                     |                          |
| 2                        | 30 de mayo de 1991       | Estadio Santa Laura, Santiago, Chile                           | Chile                    | 2-1                      | Uruguay                  | Anotado                  | Arturo Salah             | Amistoso                     |                          |
| 3                        | 31 de marzo de 1993      | Estadio Carlos Dittborn, Arica, Chile                          | Chile                    | 2-1                      | Bolivia                  |                          | Arturo Salah             | Amistoso                     |                          |
| 4                        | 30 de mayo de 1993       | Estadio Nacional, Santiago, Chile                              | Chile                    | 1-1                      | Colombia                 |                          | Arturo Salah             | Amistoso                     |                          |
| 5                        | 6 de junio de 1993       | Estadio Nemesio Camacho El Campín, Bogotá, Colombia            | Colombia                 | 1-0                      | Chile                    |                          | Arturo Salah             | Amistoso                     |                          |
| 6                        | 9 de junio de 1993       | Estadio Olímpico Atahualpa, Quito, Ecuador                     | Ecuador                  | 1-2                      | Chile                    |                          | Arturo Salah             | Amistoso                     |                          |
| 7                        | 18 de junio de 1993      | Estadio Alejandro Serrano Aguilar, Cuenca, Ecuador             | Chile                    | 0-1                      | Paraguay                 |                          | Arturo Salah             | Copa América 1993            |                          |
| 8                        | 24 de junio de 1993      | Estadio Alejandro Serrano Aguilar, Cuenca, Ecuador             | Chile                    | 0-1                      | Perú                     |                          | Arturo Salah             | Copa América 1993            |                          |
| 9                        | 21 de septiembre de 1994 | Estadio Nacional, Santiago, Chile                              | Chile                    | 1-2                      | Bolivia                  |                          | Mirko Jozić              | Amistoso                     |                          |
| 10                       | 29 de marzo de 1995      | Los Angeles Memorial Coliseum, Los Ángeles, Estados Unidos     | México                   | 1-2                      | Chile                    |                          | Xabier Azkargorta        | Amistoso                     |                          |
| 11                       | 23 de abril de 1996      | Estadio Regional, Antofagasta, Chile                           | Chile                    | 3:0                      | Australia                |                          | Xabier Azkargorta        | Amistoso                     |                          |
| 12                       | 26 de mayo de 1996       | Estadio Nacional, Santiago, Chile                              | Chile                    | 2:0                      | Bolivia                  |                          | Xabier Azkargorta        | Amistoso                     |                          |
| 13                       | 2 de junio de 1996       | Estadio Agustín Tovar, Barinas, Venezuela                      | Venezuela                | 1:1                      | Chile                    |                          | Xabier Azkargorta        | Clasificatorias Francia 1998 |                          |
| 14                       | 6 de julio de 1996       | Estadio Nacional, Santiago, Chile                              | Chile                    | 4-1                      | Ecuador                  |                          | Nelson Acosta            | Clasificatorias Francia 1998 |                          |
| 15                       | 25 de agosto de 1996     | Estadio Edgardo Baltodano Briceño, Liberia, Costa Rica         | Costa Rica               | 1-1                      | Chile                    |                          | Nelson Acosta            | Amistoso                     |                          |
| 16                       | 1 de septiembre de 1996  | Estadio Metropolitano Roberto Meléndez, Barranquilla, Colombia | Colombia                 | 4-1                      | Chile                    |                          | Nelson Acosta            | Clasificatorias Francia 1998 |                          |
| 17                       | 29 de abril de 1997      | Estadio Monumental, Santiago, Chile                            | Chile                    | 6-0                      | Venezuela                |                          | Nelson Acosta            | Clasificatorias Francia 1998 |                          |
| 18                       | 15 de julio de 1997      | Estadio Nacional, Santiago, Chile                              | Chile                    | 4-1                      | Colombia                 |                          | Nelson Acosta            | Clasificatorias Francia 1998 |                          |
| 19                       | 20 de julio de 1997      | Estadio Nacional, Santiago, Chile                              | Chile                    | 2-1                      | Paraguay                 |                          | Nelson Acosta            | Clasificatorias Francia 1998 |                          |
| 20                       | 20 de agosto de 1997     | Estadio Centenario, Montevideo, Uruguay                        | Uruguay                  | 1-0                      | Chile                    |                          | Nelson Acosta            | Clasificatorias Francia 1998 |                          |
| 21                       | 10 de septiembre de 1997 | Estadio Nacional, Santiago, Chile                              | Chile                    | 1-2                      | Argentina                |                          | Nelson Acosta            | Clasificatorias Francia 1998 |                          |
| 22                       | 12 de octubre de 1997    | Estadio Nacional, Santiago, Chile                              | Chile                    | 4-0                      | Perú                     |                          | Nelson Acosta            | Clasificatorias Francia 1998 |                          |
| 23                       | 7 de noviembre de 1997   | Estadio Regional, Antofagasta, Chile                           | Chile                    | 4-1                      | Australia                |                          | Nelson Acosta            | Amistoso                     |                          |
| 24                       | 16 de noviembre de 1997  | Estadio Nacional, Santiago, Chile                              | Chile                    | 3-0                      | Bolivia                  |                          | Nelson Acosta            | Clasificatorias Francia 1998 |                          |
| 25                       | 31 de enero de 1998      | Estadio Hong Kong, So Kon Po, Hong Kong                        | Irán                     | 1-1 4-2 p                | Chile                    |                          | Nelson Acosta            | Carlsberg Cup 1998           |                          |
| 26                       | 4 de febrero de 1998     | Ericsson Stadium, Auckland, Nueva Zelanda                      | Nueva Zelanda            | 0-0                      | Chile                    |                          | Nelson Acosta            | Amistoso                     |                          |
| 27                       | 7 de febrero de 1998     | Estadio Parque Olímpico, Melbourne, Australia                  | Australia                | 0-1                      | Chile                    |                          | Nelson Acosta            | Amistoso                     |                          |
| 28                       | 24 de mayo de 1998       | Estadio Nacional, Santiago, Chile                              | Chile                    | 2-2                      | Uruguay                  |                          | Nelson Acosta            | Amistoso                     |                          |
| 29                       | 4 de junio de 1998       | Parc des Sports, Aviñón, Francia                               | Marruecos                | 1-1                      | Chile                    |                          | Nelson Acosta            | Amistoso                     |                          |
| 30                       | 27 de junio de 1998      | Parc des Princes, París, Francia                               | Brasil                   | 4-1                      | Chile                    |                          | Nelson Acosta            | Copa Mundial de 1998         |                          |
| Total                    | Total                    | Total                                                          | Presencias               | 30                       | Goles                    | 1                        |                          |                              |                          |

| Selección chilena | Selección chilena | Selección chilena |
| Año               | Partidos          | Goles             |
| ----------------- | ----------------- | ----------------- |
| 1991              | 2                 | 1                 |
| 1993              | 6                 | 0                 |
| 1994              | 1                 | 0                 |
| 1995              | 1                 | 0                 |
| 1996              | 6                 | 0                 |
| 1997              | 8                 | 0                 |
| 1998              | 6                 | 0                 |
| Total             | 30                | 1                 |

## Clubes
| Club                 | País           | Año       |
| -------------------- | -------------- | --------- |
| Regional Atacama     | Chile          | 1986-1990 |
| Unión Española       | Chile          | 1991-1992 |
| C.D. Logroñés        | España         | 1992      |
| Unión Española       | Chile          | 1993      |
| Colo-Colo            | Chile          | 1993-1995 |
| Regional Atacama     | Chile          | 1996      |
| Santiago Wanderers   | Chile          | 1997-1998 |
| MetroStars           | Estados Unidos | 1998      |
| San José Earthquakes | Estados Unidos | 1999      |
| Santiago Wanderers   | Chile          | 2000      |
| Racing Club          | Argentina      | 2000-2001 |
| Ras Aikaima          | EAU            | 2001      |
| Unión Española       | Chile          | 2002      |
| Cienciano            | Perú           | 2003      |
| Universidad de Chile | Chile          | 2003      |

## Palmarés

### Títulos nacionales
| Título           | Equipo         | País  | Año  |
| ---------------- | -------------- | ----- | ---- |
| Copa Chile       | Unión Española | Chile | 1992 |
| Copa Chile       | Unión Española | Chile | 1993 |
| Primera División | Colo-Colo      | Chile | 1993 |
| Copa Chile       | Colo-Colo      | Chile | 1994 |

### Distinciones individuales
| Distinción                | Año  |
| ------------------------- | ---- |
| Goleador de la Copa Chile | 1992 |

## Programas de televisión
| Año  | Programa | Rol                           | Canal    |
| ---- | -------- | ----------------------------- | -------- |
| 2010 | 1810     | Participante (15.º eliminado) | Canal 13 |